# Akeem Thomas
Akeem Thomas est un joueur de football international antiguais né le 5 janvier 1990. Il évolue au poste de milieu de terrain avec le Caledonia AIA en TT Pro League.